# محمد ابراهیم (بازیکن فوتبال، زاده ۱۹۹۲)
محمد ابراهیم (عربی: محمد إبراهيم؛ زادهٔ ۱ مارس ۱۹۹۲) یک بازیکن فوتبال اهل مصر است.

## باشگاهی
از باشگاه‌هایی که در آن بازی کرده‌است می‌توان به باشگاه ورزشی زمالک، و ماریتیمو اشاره کرد.

## تیم ملی
وی همچنین در تیم‌های ملی فوتبال زیر 20 سال مصر زیر 23 سال مصر و بزرگسالان مصر بازی کرده است.